# Slučaj Gongadze
Georgij Ruslanovič Gongadze (ukrajinski jezik: Георгій Русланович Ґонґадзе) je ukrajinski novinar gruzijskog podrijetla. Rođen je u gruzijskom glavnom gradu Tbilisiju 21. svibnja 1969. godine. Kao oštar novinarski kritičar ukrajinskog predsjednika Leonida Kučme, otet je, ubijen i pronađen obezglavljenog tijela u rujnu 2000. godine, no ne zna se točno mjesto i vrijeme smrti. Njegovo je ubojstvo ubrzo postalo državnim skandalom i potaknulo je velike proteste ukrajinskih građana protiv tadašnje vlade i proruski orijentiranog predsjednika.

## Novinarska karijera
Georgij Gongadze je bio uspješan politički novinar, prvo u rodnoj Gruziji, a zatim i u Ukrajini. U Kijevu je vodio vlastitu radijsku emisiju Prva runda s Georgijem Gongadzeom na postaji Kontinent. Svojim snažnim i nezavisnim političkim stavovima i izjavama privukao je pozornost Kučmina autoritarnog kabineta, te je dospio na 'crnu listu novinara'. U siječnju 2000. godine posjetio je New York, zajedno s još nekoliko kolega iz Ukrajine, i javno upozorio na gušenje novinarskih sloboda i prava na informiranje u svojoj zemlji.
U travnju 2000. Gongadze suosniva političku internetsku stranicu Ukrajinska pravda, na kojoj je otvoreno i argumentirano prozivao bogate državne 'oligarhe', kako je nazivao predsjednika Kučmu i njemu bliske, te neobjektivne medije u službi vlasti. 
Dva mjeseca nakon osnutka Ukrajinske pravde uputio je otvoreno pismo glavnom državnom istražitelju, u kojem iznosi da njega i njegove suradnike tajna policija (Ukrajinska tajna služba) prati i maltretira zbog istraživanja jednog ubojstva na jugu Odese. Tri mjeseca kasnije, u rujnu, Gongadze je netragom nestao.

## Nestanak i istraga
Georgij Gongadze nestao je 16. rujna, a njegov je slučaj odmah privukao pozornost javnosti i medija. Osamdeset novinara potpisalo je otvoreno pismo upućeno predsjedniku Kučmi, u kojemu traže hitno pokretanje istrage. Naročito su ogorčeni jer je, od osamostaljenja Ukrajine, već petero političkih novinara ubijeno, a ni u jednom slučaju nije pronađen krivac. Oporbeni političar Grigorij Omelčenko nestanak je povezao s Gongadzeovim prethodnim primitkom dokumenata koji dokazuju korupcijske radnje na najvišim položajima, uključujući i predsjednički. Iako su i predsjednik i vlada pokrenuli zasebne istrage nestanka, nijedna nije urodila plodom.
Naposljetku je, 3. studenog 2000., u šumi izvan Kijeva pronađeno Gongadzeovo mrtvo tijelo, obezglavljeno i natopljeno kiselinom. 

## Skandal 'Tapegate' i međunarodna kriza
Zahvaljujući oporbenom političaru Oleksandru Morozu, na vidjelo su izašle tajne snimke koje, prema njegovu mišljenju, upućuju na Kučminu upletenost u ubojstvo. Kasnije se doznalo da je sporne kazete dobio od predsjednikova tjelohranitelja. 
Predsjednik Leonid Kučma, šef predsjedničke administracije Volodimir Litvin i ministar unutarnjih poslova Jurij Kravčenko na snimkama razgovaraju o tome kako da ušutkaju Gongadzea, predlažući otmicu i deportaciju u Čečeniju. Međutim, ubojstvo se konkretno ne spominje, a i kvaliteta snimki je vrlo loša i umanjuje njihovu autentičnost. Afera oko snimki ubrzo postaje glavni politički skandal u zemlji. Kučma je odlučno zanijekao Morozove optužbe i zaprijetio mu tužbom za klevetu, no kasnije je priznao da je glas na snimkama stvarno njegov, ali da su rečenice uzete iz različitih govora i namjerno složene na takav način da mu se smjesti.
Čitava afera pretvorila se u međunarodnu krizu za ukrajinsku vladu: Europska unija izrazila je nezadovoljstvo službenom vladinom istragom, a OSCE (Organizacija za europsku sigurnost i suradnju) ukorio je vladu. Čak se govorkalo i o isključenju Ukrajine iz Vijeća Europe. 
U veljači 2001. izbijaju masovne demonstracije u glavnom ukrajinskom gradu, Kijevu. Pritom se tražila Kučmina ostavka i raspuštanje drugih čelnika. Leonid Kučma je zatim i otpustio šefa tajne službe i šefa tjelohranitelja, ali je odbio sam se povući s mjesta predsjednika, a daljnje prosvjede policija je silom obustavila.

## Prvoosumnjičeni za ubojstvo
U svibnju je slučaj ubojstva navodno riješen i pritom su uhićena dva huligana, pripadnika bande Kiklopi, koji su trebali na brzinu biti osuđeni na smrt. Međutim, oporba je bila protiv, a i glavni vladin istražitelj. Masovni su prosvjedi ponovno izbili u Kijevu u rujnu 2002. godine i ponovno se tražila Kučmina smjena, no i ovaj je put policija bila uspješnija.
Istražitelj okruga u kojem je nađeno Gongadzeovo truplo proglašen je krivim za krivotvorenje dokumenata i nemarno provođenje istrage te je osuđen na 2,5 godine zatvora, no odmah je pušten na slobodu zahvaljujući ukrajinskim zakonskim propisima o amnestiji zatvorenika. 
U ljeto 2004. vlada je ustvrdila da je uhvaćeni gangster, poznat samo kao 'K', priznao ubojstvo, iako nije bilo stvarnih dokaza o priznanju, a uskoro je i ključni svjedok istrage umro od ozljeda kralježnice, najvjerojatnije zadobivenih u pritvoru.

## Istraga predsjednika Juščenka
Gongadzeovo je ubojstvo postalo i veliko pitanje na predsjedničkim izborima 2004. Prozapadni kandidat Viktor Juščenko obećao je riješiti slučaj ako postane predsjednikom, i doista je nakon izbora i Narančaste revolucije pokrenuo novu istragu s novim državnim istražiteljem. U proljeće 2005. Juščenko je javnosti objavio da je slučaj riješen i da su novinara zadavili uposlenici Ministarstva unutarnjih poslova, od kojih su trojica bili policajci. Oni su, navodno, oteli novinara i slučajno ga pogodili iz pištolja u glavu dok su ga posjedali u automobil. Da se metak ne bi kasnije mogao s njima povezati, odrezali su mu glavu, tvrde, te nakon toga polili mrtvo tijelo benzinom.
Tri dana nakon Juščenkove objave bivši ministar unutarnjih poslova, Jurij Kravčenko, jedan od trojice sa sporne kasete, nađen je mrtav. Navodno se sam ubio iz pištolja, no postoje nagađanja o tome da je ubijen kako ne bi mogao svjedočiti na sudu o slučaju.
Dne 9. siječnja 2006. godine započelo je suđenje trojici policajaca za ubojstvo Georgija Gongadzea, a 15. ožujka 2008. proces je priveden kraju. Policajac Mikola Protasov osuđen je na 13 godina zatvora, a druga dvojica, Oleksandr Popovič i Valerij Kostenko, na 12 godina. Nitko nije optužen za naručivanje novinarove otmice i ubojstva.

## Vanjske poveznice

### Na hrvatskom jeziku
- Kučmi sve bliže optužnica za ubojstvo[neaktivna poveznica], Nacional, 8. ožujka 2005.
- Opasno je biti novinar  Arhivirana inačica izvorne stranice od 26. lipnja 2007. (Wayback Machine), Javno.com,  7. lipnja 2007.

### Na engleskom jeziku
- Ukrajinsko 'ubijanje cenzure', BBC News, 14. veljače 2001.